# HMAS Queenborough (G70)
HMAS Queenborough (G70/D270/F02/57), nguyên là chiếc HMS Queenborough (G70/D19), là một tàu khu trục lớp Q phục vụ cùng Hải quân Hoàng gia Anh Quốc và sau đó cùng Hải quân Hoàng gia Australia. Được chế tạo vào giai đoạn Chiến tranh Thế giới thứ hai như một phần của Chương trình Khẩn cấp Chiến tranh, nó được đặt lườn năm 1940 và hạ thủy năm 1942; phục vụ tại các mặt trận Bắc Cực, Địa Trung Hải, Ấn Độ Dương và Thái Bình Dương. Sau khi chiến tranh kết thúc, nó được chuyển cho Hải quân Hoàng gia Australia mượn nhằm hoán đổi với một tàu khu trục lớp N, rồi được giao cho Australia như một quà tặng vào năm 1950.
Queenborough được cải biến thành một tàu frigate chống tàu ngầm và phục vụ cùng Hải quân Hoàng gia Australia cho đến năm 1966. Trong thời gian này, nó đã nhiều dịp được bố trí cùng Lực lượng Dự bị Chiến lược Viễn Đông, tham gia nhiều cuộc thực tập hạm đội cũng như một phần trong vai trò huấn luyện. Nó được cho xuất biên chế và đưa về lực lượng dự bị, nhưng lại tái hoạt động vào năm 1969 như một tàu huấn luyện. Nó phục vụ thêm ba năm nữa, cho đến khi một loạt các khiếm khuyết cơ khí và cấu trúc buộc nó phải nghỉ hưu, xuất biên chế năm 1972 và bị tháo dỡ tại Hong Kong vào năm 1975.

## Thiết kế và chế tạo
Là chiếc tàu chiến thứ sáu của Hải quân Hoàng gia được đặt cái tên HMS Queenborough , theo tên thị trấn Queenborough tại Kent, Anh Quốc, Queenborough được đặt lườn bởi hãng Swan Hunter and Wigham Richardson ở Wallsend-on-Tyne vào ngày 6 tháng 11 năm 1940. Nó được hạ thủy vào ngày 16 tháng 1 năm 1942, nhập biên chế cùng Hải quân Hoàng gia vào ngày 15 tháng 9 và hoàn tất vào ngày 10 tháng 12 với chi phí 725.000 Bảng Anh.
Dàn vũ khí chính của Queenborough bao gồm bốn khẩu pháo QF 4,7 in (120 mm) Mark IX, gồm hai phía trước và hai phía sau cấu trúc thượng tầng. Dàn vũ khí hạng hai bao gồm một khẩu đội QF 2 pounder Mk.VIII "pom-pom" bốn nòng bố trí ngay phía sau ống khói và sáu khẩu Oerlikon 20 mm nòng đơn cung cấp hỏa lực phòng không; trong khi tám ống phóng ngư lôi Mark VIII (4 phía trước, 4 phía sau) phóng ngư lôi 21 inch (530 mm) Mk. IX để đối phó với hạm tàu nổi.

## Lịch sử hoạt động

### Phục vụ cùng Hải quân Hoàng gia Anh

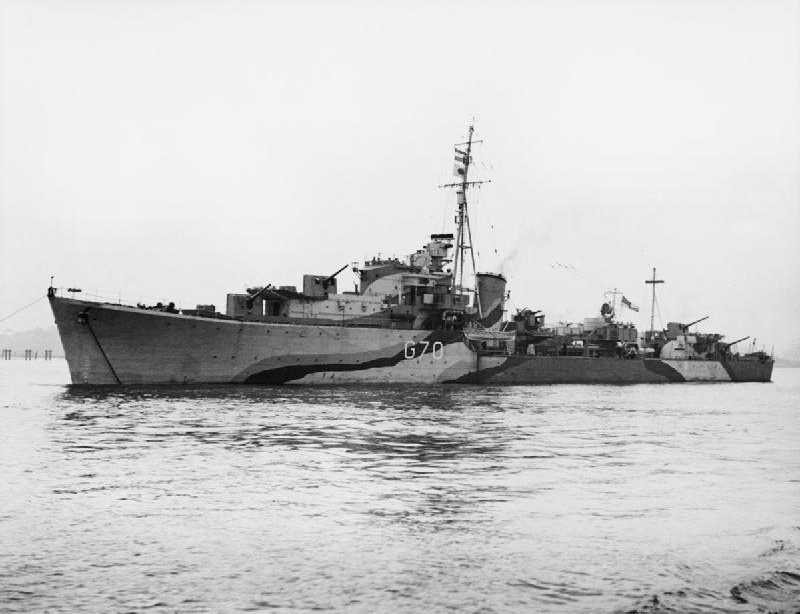
HMS Queenborough, không lâu sau khi nhập biên chế năm 1942.

HMS Queenborough đã phục vụ tại các mặt trận Bắc Cực, Địa Trung Hải, Ấn Độ Dương và Thái Bình Dương trong Chiến tranh Thế giới thứ hai. Nó được biên chế vào Chi hạm đội Khu trục 4, vốn hình thành từ các tàu khu trục lớp Q.

#### Vận tải Bắc Cực
Sau khi nhập biên chế, Queenborough được phân về Hạm đội Nhà Anh Quốc, và đã trải qua phần cuối năm 1942 và đầu năm 1943 làm nhiệm vụ hộ tống các Đoàn tàu Vận tải Bắc Cực. Vào ngày 31 tháng 12 năm 1942, nó nằm trong số mười tàu chiến của Hạm đội Nhà được Đô đốc John Tovey tăng cường để bảo vệ Đoàn tàu JW 51B sau khi diễn ra Trận chiến biển Barents. Nó được bố trí một thời gian ngắn đến vùng biển ngoài khơi Nam Phi trước khi Chi hạm đội Khu trục 4 được phối thuộc cùng Lực lượng H để hoạt động tại Địa Trung Hải vào giữa năm 1943.

#### Địa Trung Hải
Queenborough tham gia nhiều cuộc đổ bộ của quân đội Đồng Minh trong Chiến dịch Ý. Nó nằm trong thành phần lực lượng Anh bảo vệ cho việc Đồng Minh chiếm Sicily vào ngày 10 tháng 7. Chiếc tàu khu trục tham gia vào việc chuẩn bị cho việc đổ bộ lực lượng Anh lên Calabria từ ngày 31 tháng 8 đến ngày 3 tháng 9, bao gồm việc bắn phá chuẩn bị lên bãi đổ bộ trong các ngày 31 tháng 8 và 2 tháng 9. Một tuần sau, nó hỗ trợ binh lính Hoa Kỳ đổ bộ lên Salerno, tiếp tục ở lại khu vực cho đến ngày 16 tháng 9.

#### Hạm đội Đông
Chi hạm đội Khu trục 4 được lệnh rời chiến trường Địa Trung Hải và lên đường đi sang Ấn Độ Dương vào tháng 3 năm 1944 để gia nhập Hạm đội Đông. Vào cuối tháng 3, Queenborough tham gia Chiến dịch Diplomat; nó rời Trincomalee vào ngày 21 tháng 3 trong thành phần một lực lượng 18 tàu chiến, thực hành tiếp nhiên liệu ngoài khơi ở vị trí 800 hải lý (1.500 km) về phía Nam Ceylon. Vào ngày 27 tháng 3, hạm đội gặp gỡ lực lượng tăng cường của Hải quân Hoa Kỳ: tàu sân bay USS Saratoga cùng ba tàu hộ tống; và hạm đội phối hợp quay trở lại Trincomalee vào ngày 31 tháng 3.
Từ ngày 16 đến ngày 24 tháng 4, Queenborough được phân về Lực lượng Đặc nhiệm 70 để tham gia Chiến dịch Cockpit, trong thành phần hộ tống cho các tàu sân bay HMS Illustrious và USS Saratoga. Trên đường quay trở về Trincomalee, nó gia nhập Lực lượng Đặc nhiệm 66 để tham gia Chiến dịch Transom, một cuộc không kích từ tàu sân bay xuống Surabaya. Lực lượng đặc nhiệm được tiếp tế từ các tàu chở dầu ở vịnh Exmouth vào ngày 15 tháng 5 trước khi tấn công vào ngày 17 tháng 5. Chiếc tàu khu trục quay trở về Trincomalee vào ngày 27 tháng 5.
Queenborough khởi hành từ Trincomalee vào ngày 15 tháng 10 trong thành phần Lực lượng Đặc nhiệm 63, một đơn vị thuộc Hạm đội Đông hoạt động nhằm thu hút sự chú ý của quân Nhật đến vùng bờ biển phía Tây bán đảo Malaya để trợ giúp cho cuộc đổ bộ của Hoa Kỳ lên Philippines. Cuộc tấn công nghi binh phân tán, với tên mã Chiến dịch Millet, bao gồm một loạt các cuộc bắn phá và ném bom xuống căn cứ và tàu bè Nhật Bản tại khu vực eo biển Malacca và Car Nicobar, gây ấn tượng là Đồng Minh đang chuẩn bị chiếm Malaya. Queenborough được phân về Đội 1, bao gồm thiết giáp hạm HMS Renown và các tàu hộ tống, và đã bắn phá Car Nicobar vào các ngày 17 và 18 tháng 10. Bất chấp những thiệt hại nặng nề mà nó gây ra cho khu vực bị tấn công, Chiến dịch Millet thất bại không thể thu hút một phản ứng đáng kể từ phía Nhật, vì mọi lực lượng sẵn có của họ đều đang trên đường hướng sang Philippines cho trận Hải chiến vịnh Leyte mang tính quyết định.

#### Hạm đội Thái Bình Dương
Vào cuối năm 1944, Hạm đội Đông được tăng cường đáng kể được tách thành hai lực lượng: Hạm đội Đông Ấn nhỏ hơn tiếp tục ở lại Ấn Độ Dương, trong khi Hạm đội Thái Bình Dương lớn hơn được điều sang khu vực Thái Bình Dương để tăng cường sự hiện diện của Anh và Khối Thịnh vượng chung trong cuộc chiến tranh chống Nhật. Queenborough và Chi hạm đội Khu trục 4 được điều sang hạm đội mới này vào cuối tháng 11; và do sự điều động này, ký hiệu lườn của các con tàu cũng được thay đổi sang hệ thống ký hiệu lườn của Hải quân Hoa Kỳ: Queenborough được đổi từ G70 sang D19.
Từ ngày 23 tháng 3 đến ngày 29 tháng 5 năm 1945, Queenborough nằm trong thành phần hộ tống cho các tàu sân bay Anh khi chúng tung ra các cuộc không kích xuống quần đảo Ryukyu. Cho đến khi chiến tranh kết thúc, nó đã được tặng thưởng năm Vinh dự Chiến trận do thành tíc phục vụ trong Thế Chiến II.

### Phục vụ cùng Hải quân Hoàng gia Australia
Sau khi Chiến tranh Thế giới thứ hai kết thúc, Queenborough nằm trong số ba tàu khu trục lớp Q được Hải quân Hoàng gia Anh chuyển cho Hải quân Hoàng gia Australia mượn; hai chiếc khác cùng thuộc lớp Q đã được nhập biên chế cùng Australia trong chiến tranh. Việc sắp xếp này nhằm để bốn chiếc tàu khu trục lớp N vốn được chuyển cho Australia mượn có thể được hoàn trả. Queenborough là chiếc cuối cùng được nhập biên chế cùng Hải quân Australia vào tháng 9 năm 1945 để hoán đổi cho chiếc HMAS Norman.

#### Cải biến thành tàu frigate
Vào đầu năm 1950, có quyết định cải biến cả năm chiếc tàu khu trục lớp Q của Hải quân Australia thành những tàu frigate chống tàu ngầm, tương tự như việc cải biến những chiếc tàu khu trục Chương trình Khẩn cấp Chiến tranh của Hải quân Anh sang Kiểu 15. Một đề nghị của Chính phủ Australia sẽ chi trả phí tổn cho việc cải biến năm chiếc tàu cho mượn, với chi phí ước tính 400.000 Bảng Australia cho mỗi chiếc. Thay vào đó, Bộ Hải quân Anh lại chuyển những con tàu này cho Australia như một món quà vào ngày 1 tháng 6. Việc cải biến nằm trong một kế hoạch chung nhằm nâng cao khả năng chống tàu ngầm của Hải quân Hoàng gia Australia, cho dù Queenborough và các tàu chị em chỉ là giải pháp tạm thời cho đến khi các tàu frigate chế tạo cho mục đích chống tàu ngầm có mặt. Queenborough là chiếc thứ hai được cải biến, và công việc được tiến hành tại Xưởng tàu Cockatoo Island ở Sydney. Việc hiện đại hóa được bắt đầu từ tháng 5 năm 1950, và cho dù được dự trù sẽ hoàn tất sau 18 tháng, Queenborough chỉ nhập biên chế trở lại vào ngày 7 tháng 12 năm 1954.
Việc cải biến bắt đầu bằng việc tháo dỡ toàn bộ vũ khí của con tàu. Toàn bộ cấu trúc thượng tầng được cắt bỏ, thay thế bằng một cấu trúc bằng nhôm lớn hơn. Chất lượng nghỉ ngơi được cải thiện. Dự trữ nhiên liệu cũng bị giảm bớt, khiến tầm xa hoạt động của con tàu giảm từ 4.680 hải lý (8.670 km) ở tốc độ 20 hải lý trên giờ (37 km/h) xuống còn 4.040 hải lý (7.480 km) ở 16 hải lý trên giờ (30 km/h). Cầu tàu được đóng kín, và một phòng tác chiến dành riêng được bố trí nhằm phối hợp xử lý một số lượng lớn dữ liệu đa dạng thu thập bởi các cảm biến của con tàu. Queenborough được trang bị vũ khí mới: một tháp pháo QF 4 in (100 mm) đa dụng HA/LA nòng đôi phía sau cấu trúc thượng tầng, cùng một khẩu đội pháo Bofors 40 mm phòng không nòng đôi phía trước cầu tàu. Sự giảm bớt này được cân bằng bởi việc bổ sung một dàn súng cối Limbo chống tàu ngầm. Kết quả của việc cải biến khiến con tàu tăng thêm 315 tấn Anh (320 t) trọng lượng choán nước tiêu chuẩn, và mớn nước của con tàu cũng tăng từ 9,5 foot (2,9 m) lên 15,5 foot (4,7 m). Những con tàu được cải biến hình thành nên Hải đội Frigate Australia 1.

#### Như một tàu frigate
Vào ngày 24 tháng 2 năm 1955, Queenborough rời Sydney để đi Anh tham gia một cuộc huấn luyện chống tàu ngầm cùng Hải quân Hoàng gia Anh. Sau khi được sửa chữa những hư hại do chuyến đi, nó được phân về Hải đội Huấn luyện Hải quân Hoàng gia trực thuộc Trường Phối hợp Chống tàu ngầm tại Derry, Bắc Ireland. Nó trước tiên được bố trí cùng Lực lượng Dự bị Chiến lược Viễn Đông vào đầu năm 1956. Sau khi quay trở về Darwin vào ngày 10 tháng 4, nó được đặt làm soái hạm của Hải đội Frigate 1. Queenborough và tàu chị em HMAS Quiberon được đưa về Lực lượng Dự bị Chiến lược Viễn Đông vào cuối tháng 1 năm 1959. Trong bốn tháng được bố trí, các con tàu được phân công hộ tống cho chiếc HMY Britannia trong chuyến viếng thăm của Hoàng tử Phillip đến Singapore, và tham gia cuộc tập trận Sea Demon của Khối SEATO. Con tàu quay trở về Sydney vào ngày 16 tháng 5 năm 1959.
Vào ngày 8 tháng 5 năm 1962, Queenborough va chạm với chiếc tàu ngầm Anh HMS Tabard ngoài khơi vịnh Jervis trong một cuộc thực tập huấn luyện chống tàu ngầm. Cánh đuôi và tháp chỉ huy của Tabard bị hư hại, và phía dưới lườn tàu chiếc tàu frigate bị hư hại nhẹ, nhưng cả hai con tàu đều có thể quay trở về Sydney mà không cần sự trợ giúp. Đến tháng 9, nó và tàu chị em Quiberon lại được bố trí cùng Lực lượng Dự bị Chiến lược Viễn Đông. Vào ngày 26 tháng 10, hai con tàu đã tham gia vào việc cứu vớt những người sống sót từ chiếc MV Kawi. Hai con tàu đã viếng thăm Calcutta, Ấn Độ vào tháng 12 trước khi quay trở về Hong Kong đón lễ Giáng Sinh.
Vào tháng 1 năm 1963, Queenborough được thay phiên trong vai trò soái hạm của Hải đội Frigate 1 bởi chiếc HMAS Parramatta. Từ ngày 31 tháng 1 đến ngày 4 tháng 2, Queenborough and Quiberon có mặt tại Sài Gòn cho một chuyến viếng thăm ngoại giao; đây là chuyến viếng thăm cuối cùng của tàu chiến thuộc Hải quân Hoàng gia Australia trước khi họ can dự trực tiếp trong cuộc Chiến tranh Việt Nam. Trong chuyến viếng thăm của Nữ hoàng Elizabeth II đến Australia vào tháng 3 và tháng 4 năm 1963, nó được bố trí tại vùng biển giữa Australia và New Caledonia như một tàu giải cứu không-biển dự phòng cho chặng bay tiếp theo của Nữ hoàng. Queenborough được đưa về lực lượng dự bị vào ngày 10 tháng 7 năm 1963.

#### Như một tàu huấn luyện
Sau khi trải qua ba năm trong thành phần dự bị, một nhu cầu về huấn luyện đã đưa Queenborough nhập biên chế trở lại vào ngày 28 tháng 7 năm 1966 như một tàu huấn luyện chống tàu ngầm. Để chuẩn bị cho nhiệm vụ mới, các khẩu pháo 4 inch và radar điều khiển hỏa lực được tháo dỡ, cho dù tháp pháo được giữ lại cho đến đầu năm 1968. Một phiên bản radar cải tiến Kiểu 978 được trang bị. Đến tháng 10 năm 1966, nó được bố trí đến Tasmania trong một chuyến đi huấn luyện. Một nhà nghiên cứu Australia trên đảo Macquarie cần được sơ tán y tế; do là con tàu Australia ở gần nhất, nó đã đổi hướng để đi đến hòn đảo. Nó phải chống chọi với sóng biển cao 9 mét (30 ft), sức gió lên đến 60 hải lý trên giờ (110 km/h) và bão tuyết, và đến nơi vừa kịp lúc để đón nhà khoa học trước khi thời tiết tệ hại hơn nữa.
Sang đầu năm 1969, hệ thống phân loại và ký hiệu lườn tàu của Hải quân Hoàng gia Australia được thay đổi từ kiểu Anh sang kiểu Hoa Kỳ, và Queenborough được xếp lại lớp như một tàu khu trục hộ tống và mang số hiệu lườn 57 (không có ký tự dẫn đầu). Vào ngày 16 tháng 4 năm 1970, nó nằm trong số 45 tàu chiến thuộc hạm đội của 13 quốc gia tập trung tại cảng Sydney nhân dịp lễ kỉ niệm Hai trăm năm Australia. Đến tháng 6 năm 1971, nó rời Sydney để viếng thăm Fiji, Samoa và New Zealand. Biển động mạnh tại vùng biển giữa Fiji và New Zealand đã gây ra những vết nứt ở mũi tàu; chúng được phát hiện tại vùng biển New Zealand, nên con tàu đã thả neo tại Auckland cho đến ngày 5 tháng 7 để sửa chữa.
Queenborough được cho xuất biên chế vào ngày 7 tháng 4 năm 1972. Con tàu được bán cho hãng Willtop (Asia) Ltd. để tháo dỡ vào ngày 8 tháng 4 năm 1975, và được kéo đi Hong Kong, đến nơi vào ngày 20 tháng 6, và được tháo dỡ tại đây.
Vào tháng 3 năm 2010, nó được truy tặng Vinh dự Chiến trận "Malaya 1957" do đã phục vụ trong giai đoạn khẩn cấp tại Malaya.